# Bellator 244
Bellator 244: Bader vs. Nemkov è stato un evento di arti marziali miste tenuto dalla Bellator MMA il 21 agosto 2020 al Mohegan Sun Arena di Uncasville negli Stati Uniti.

## Risultati
|                                        | Divisione             |                    |           |                       | Metodo                                      | Round     | Tempo     | Premio    |
| Main card                              | Main card             | Main card          | Main card | Main card             | Main card                                   | Main card | Main card | Main card |
| -------------------------------------- | --------------------- | ------------------ | --------- | --------------------- | ------------------------------------------- | --------- | --------- | --------- |
| Sfida valida per il titolo di campione | Pesi mediomassimi     | Vadim Nemkov       | batte     | Ryan Bader (c)        | KO tecnico (calcio alla testa e pugni)      | 2         | 3:02      |           |
|                                        | Catchweight (147 lbs) | Julia Budd         | batte     | Jessica Miele         | Decisione unanime (30-26, 30-27, 30-27)     | 3         | 5:00      |           |
|                                        | Pesi massimi          | Valentin Moldavsky | batte     | Roy Nelson            | Decisione unanime (30-27, 30-27, 30-27)     | 3         | 5:00      |           |
|                                        | Pesi medi             | John Salter        | batte     | Andrew Kapel          | Sottomissione (arm-triangle)                | 3         | 3:11      |           |
| Card Preliminare                       |                       |                    |           |                       |                                             |           |           |           |
|                                        | Catchweight (175 lbs) | Yaroslav Amosov    | batte     | Mark Lemminger        | KO tecnico (stop medico)                    | 1         | 5:00      |           |
|                                        | Pesi leggeri          | Sidney Outlaw      | batte     | Adam Piccolotti       | Decisione non unanime (28-29, 29-28, 29-28) | 3         | 5:00      |           |
|                                        | Pesi gallo            | Josh Hill          | batte     | Érik Pérez            | Decisione unanime (29-28, 30-27, 30-27)     | 3         | 5:00      |           |
|                                        | Catchweight (147 lbs) | Weber Almeida      | batte     | Salim Mukhidinov      | KO tecnico (pugni)                          | 1         | 3:57      |           |
|                                        | Catchweight (150 lbs) | John de Jesus      | batte     | Vladyslav Parubchenko | Decisione unanime (29-28, 30-27, 29-28)     | 3         | 5:00      |           |
|                                        | Pesi leggeri          | Chris Gonzalez     | batte     | Vladimir Tokov        | Decisione non unanime (28-29, 29-28, 30-27) | 3         | 5:00      |           |
|                                        | Pesi piuma            | Lucas Brennan      | batte     | Will Smith            | KO tecnico (pugni)                          | 2         | 4:14      |           |